# Euxanthus boletarius
Euxanthus boletarius is een krabbensoort uit de familie van de Xanthidae. De wetenschappelijke naam van de soort is voor het eerst geldig gepubliceerd in 1911 door Rathbun.